# Echte vingerrat
De echte vingerrat (Dactylomys dactylinus)  is een zoogdier uit de familie van de stekelratten (Echimyidae). De wetenschappelijke naam van de soort werd voor het eerst geldig gepubliceerd door Desmarest in 1817.